# アクサイチン
アクサイチン（ウイグル語: ﺋﺎﻗﺴﺎﻱ ﭼﯩﻦ / Аксаи Чин, 中国語: 阿克赛钦, ヒンディー語: अक्साई चिन, ウルドゥー語: اکسائی چن）は、中華人民共和国、インド及びパキスタンの国境が交差するカシミール地方にある、3万7244平方キロメートル（日本の九州程度）のインド・中国の国境係争地域。
1962年の中印国境紛争の結果、中国により実効支配されているが、現在もインドが領有権を主張している。
インド側の呼称はラダックである（正確にはラダックの一部分）。

## 名称
“阿克賽欽”は、突厥語の音訳からきている。

## 歴史
中華人民共和国の実効支配下に置かれ、その大部分は新疆ウイグル自治区ホータン地区、南部の一部地域はチベット自治区ガリ地区の管轄である。インド政府は現在もアクサイチンに対する主権を主張しており、アルナーチャル・プラデーシュ州と共に両国間の政治的対立の要因になる可能性を秘めている。古来より東トルキスタン（新疆）とインド、またタリム盆地と西域を結ぶ交通路とされ、ウイグル族のメッカ巡礼でも多用された古来からの交通の要衝である。

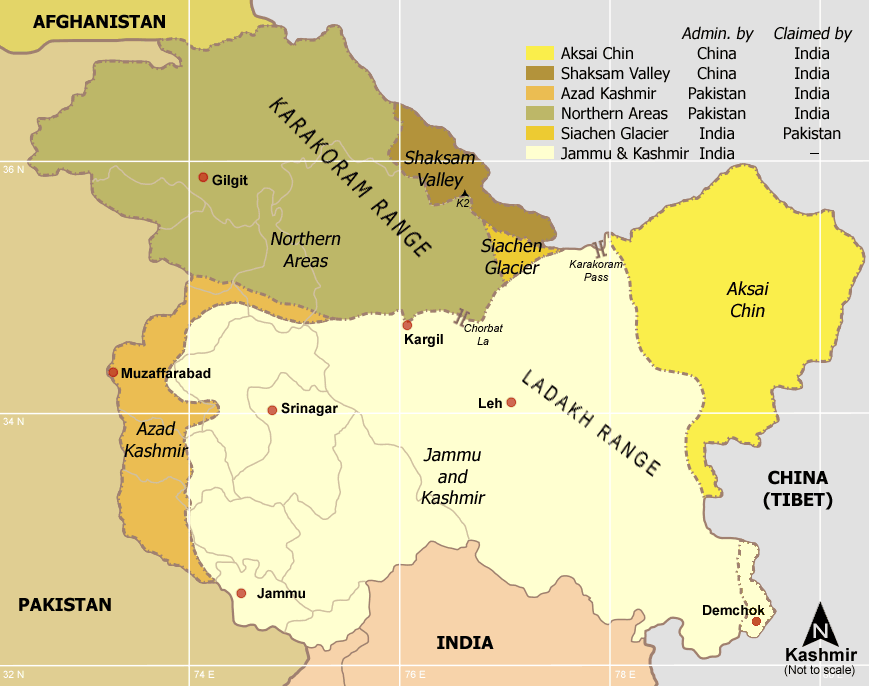
黄色の所がアクサイチン。

インド北西部と中国との境界線については、1865年にジョンソン線が提案され、1899年にはマカートニー・マクドナルド線が提案された。1950年代、ジョンソン線の南側に、中国政府はアクサイチン盆地を横断する新疆とチベットを連絡する新蔵公路を建設している。
この際、インド政府はアクサイチンは荒地であるという認識から工事の事実を把握せず抗議活動を行っていない。

## 地理
アクサイチンは、チベット高原北西部に位置し、ホータンの南部崑崙山脈とカラコルム山脈に挟まれた盆地である。南東部には多くのアクサイチン湖、薩利吉勒湖、騰格湖などの塩水湖が分布し、北西部にはカラカシュ川が流れタリム盆地に流れている。盆地の海抜は4,000メートルを超え、山岳部は6,000メートルを超える高山地帯である。気候も高山性気候となっており康西瓦では年間平均気温は-0.6℃、夏季に当たる7月でも9.8℃、年間を通して降霜日は355日となっている。また南西からの季節風がヒマラヤ山脈により遮られているため降水量は100ミリメートル未満ときわめて少ない。
地下資源に関しても近年調査が進み、良質な雲母や各種レアメタルの埋蔵が確認されている。
座標: 北緯35° 東経79° / 北緯35度 東経79度